# Ondřej Vetchý

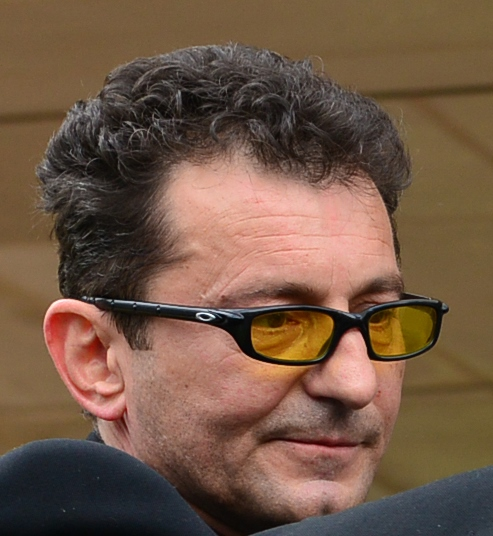
Ondřej Vetchý (2014)

Ondřej Vetchý (* 16. Mai 1962 in Jihlava) ist ein tschechischer Schauspieler.

## Leben
Ondřej Vetchý wurde 1962 in Jihlava geboren. Er studierte am Prager Konservatorium.
Zwischen 1984 und 1987 spielte er im Schauspielstudio in Ústí nad Labem und zwischen 1987 und 1989 am E.F.-Burian-Theater in Prag. Seit 1989 ist er Mitglied der Schauspieltruppe des Drama Clubs (ČK) in Prag.
Sechs Mal wurde er für den Český lev als bester Hauptdarsteller nominiert ohne ihn zu gewinnen. 2012 gewann er die Auszeichnung in der Kategorie Bester Nebendarsteller.
Vetchý ist verheiratet, aus erster Ehe hat er eine Tochter Veronika (* 1983) und aus seiner zweiten Ehe mit der Psychologin Irena eine Tochter Rebeka (* 2005) und einen jüngeren Sohn Aron (* 2011).

## Filmografie
- 1978: Leť, ptáku, leť!
- 1981: Neříkej mi majore!
- 1981: Hodina života
- 1981: Mezičas
- 1981: Počítání oveček
- 1982: Babička se zbláznila
- 1982: Horí
- 1983: Die kleine Krankenschwester (Sestřičky)
- 1983: Franzi, oh Franzi! (Fandy, ó Fandy)
- 1983: Zámek Nekonečno
- 1983: Princezny na trvalou
- 1984: Lupa je tlustý sklo
- 1985: Mit dem Teufel ist nicht gut spaßen (S čerty nejsou žerty)
- 1984: Jak básníci přicházejí o iluze
- 1984: Kariéra
- 1984: Prodavač humoru
- 1985: Havárie
- 1985: Das Mädchen aus der Passage (Láska z pasáže)
- 1985: Pusu, pusu, pusu!
- 1985: Přitažlivost výšky
- 1985: Jeden den v hostinci U klidného spánku
- 1986: Párátko
- 1986: Přepadení
- 1986: Krajina s nábytkem
- 1987: Jak básníkům chutná život
- 1987: Dům pro dva
- 1987: Figurky ze šmantů
- 1987: Přátelé Bermudského trojúhelníku
- 1987: Ohnivé ženy mezi námi
- 1987: Už od ráje
- 1987: Večeře ve studeném domě
- 1988: Komu straší ve věži
- 1988: Der Furchtlose (Nebojsa)
- 1988: Stupně poražených
- 1989: Chodník cez Dunaj
- 1989: Skřivánčí ticho
- 1989: Než poznáš první úsměv
- 1989: Zpráva o jednom souboji
- 1990: Chybná diagnóza
- 1990: Drobné něžnosti
- 1990: Jasnovidcem proti své vůli
- 1990: Radostný život posmrtný
- 1990: Vlci
- 1990: Byli jsme to my?
- 1990: Marta a já
- 1990: Let asfaltového holuba
- 1991: Die Volksschule (Obecná škola)
- 1991: Prager Bettleroper (Žebrácká opera)
- 1991: Opouštět Petrohrad
- 1991: Pilát Pontský, onoho dne
- 1991: Prosím, vaše lordstvo!
- 1991: Víla z jeskyně zla
- 1991: Šťastlivec Sulla
- 1992: Muž, který neměl důvěru
- 1992: Černí baroni
- 1993: Das Ende der Dichter in Böhmen (Konec básníků v Čechách)
- 1993: Der Prozeß (Proces)
- 1993: Die dreifache Locke (Chacun pour toi)
- 1993: Jak se ztratit ve zlém světě
- 1993: Mistr Kampanus
- 1993: Televizní mikroscéna
- 1993: Zelený rytíř
- 1993: Zvláštní schopnosti
- 1994: Hořké víno
- 1994: Černobílá pohádka
- 1994: V erbu lvice
- 1995: Cesta peklem
- 1995: Golet v údolí
- 1995: Má je pomsta
- 1995: Posel
- 1995: Rabín a jeho Golem
- 1996: Jak si pan Pinajs kupoval od kocoura sádlo
- 1996: Kolya (Kolja)
- 1996: Das Zauberbuch (Kouzelný měšec)
- 1997: Báječná léta pod psa
- 1997: Celý muž
- 1997: Ptačí král
- 1997: Zvědavý osel
- 1997: Čarodějné námluvy
- 1997: Červený kamínek
- 1998: Causa Kain
- 1998: Hvězda života
- 1998: Markétin zvěřinec
- 1998: O pyšném panovníkovi
- 1998: Tonda
- 1998: Vše pro firmu
- 1998: Der Kaiser und der Trommler (Císař a tambor)
- 1999: Návrat ztraceného ráje
- 1999: Alle meine Lieben (Všichni moji blízcí)
- 1999: Mořská brána
- 1999: Velký případ
- 2000: Případy detektivní kanceláře Ostrozrak
- 2001: Frühling im Herbst (Babí léto)
- 2001: Dark Blue World (Tmavomodrý svět)
- 2001: Zlatá princezna
- 2001: Červená karta
- 2002: Kožené slunce
- 2002: Děvčátko
- 2002: Kruté radosti
- 2004: Milenci & Vrazi
- 2004: Duše jako kaviár
- 2004: Pánská jízda
- 2004: Místo nahoře
- 2004: Kruté radosti
- 2005: Eden – Zlatá karta
- 2005: Řeka
- 2005: A tou nocí nevidím ani jedinou hvězdu
- 2005: 1945 – Schatten der Vergangenheit (Krev zmizelého)
- 2005: Kousek nebe
- 2005: Durch diese Nacht sehe ich keinen einzigen Stern
- 2006: Po hlavě... do prdele
- 2006: Prachy dělaj člověka
- 2006: Místo v životě
- 2006: Boží pole s. r. o.
- 2007: Leergut (Vratné lahve)
- 2008: Devatenáct klavírů
- 2008: Lovec vodního ticha
- 2009: Zemský ráj to na pohled
- 2009: Nedodržený slib
- 2010: Kooky (Kuky se vrací)
- 2010: Okresní přebor
- 2011: Autopohádky
- 2011: Vendeta
- 2011: Nevinnost
- 2011: Konfident
- 2011: Tajemství staré bambitky
- 2011: Čapkovy kapsy
- 2011: Vesnice roku
- 2012: Ondřej Vetchý je Přemysl Otakar II.
- 2012: Šťastný smolař
- 2012: Láska je láska
- 2012: 7 dní hříchů
- 2012: Okresní přebor: Poslední zápas Pepika Hnátka
- 2013: Příběh kmotra
- 2013: Colette
- 2013: Nevinné lži
- 2014: Kdyby byly ryby
- 2014: Případy 1. oddělení
- 2014: Jak jsme hráli čáru
- 2014: Intimity
- 2014: Všiváci
- 2014: Ab ans Meer! (Pojedeme k moři)
- 2015: Život je život
- 2015: Johančino tajemství
- 2016: Každý milion dobrý
- 2016: Případy 1. oddělení
- 2016: Pohádky pro Emu
- 2016: Bezva ženská na krku
- 2017: Po strništi bos
- 2017: Červeň
- 2017: Spravedlnost
- 2018: Mein Onkel Archimedes (Můj strýček Archimedes)
- 2018: Rašín
- 2018: Die Teufelsfeder (Čertí brko)
- 2019: Ženy v běhu
- 2019: Jak si nepodělat život
- 2020: Vysoká hra
- 2020: Anatomie zrady
- 2020: Bábovky
- 2021: Im Himmel ist auch Platz für Mäuse (Myši patří do nebe)
- 2022: Tajemství staré bambitky 2
- 2022: Jan Žižka
- 2022: Princ Mamánek
- 2022: Betlémské světlo
- 2022: Prezidentka
- 2022: Vražedné stíny
- 2022: Medieval
- 2022: Docent
- 2022: Případy 1. oddělení
- 2024: Výjimečný stav